# Sibianor caucasicus
Espèce
Sibianor caucasicus est une espèce d'araignées aranéomorphes de la famille des Salticidae.

## Distribution
Cette espèce est endémique d'Ossétie du Nord-Alanie en Russie,. Elle se rencontre entre 426 et 1 850 m d'altitude dans les monts Sunzhenskiy et Zmeyskiy.

## Description
La carapace de la femelle holotype mesure 1,7 mm de long sur 1,28 mm et l'abdomen 1,9 mm de long sur 1,45 mm et la carapace du mâle paratype 1,8 mm de long sur 1,35 mm et l'abdomen 1,68 mm de long sur 1,28 mm.

## Systématique et taxinomie
Cette espèce a été décrite par Logunov en 2024.

## Étymologie
Son nom d'espèce lui a été donné en référence au lieu de sa découverte, le Caucase.

## Publication originale
- Logunov, 2024 : « A new species of Sibianor Logunov, 2001 (Arachnida: Aranei: Salticidae) from the Caucasus. » Caucasian Entomological Bulletin, vol. 20, no 2, p. 259-264.